# Merle fuligineux
Turdus nigrescens
Espèce
Statut de conservation UICN

 LC  : Préoccupation mineure
Le Merle fuligineux (Turdus nigrescens) est une espèce de passereaux appartenant à la famille des Turdidae.

## Habitats et répartition
Cet oiseau vit dans la cordillère de Talamanca.
Il s'agit d'un oiseau abondant des espaces aérés et des forêts au-dessus de 2 200 m d'altitude.

## Nidification
Il construit un nid en coupe dans un arbre de 2 à 8 m au-dessus du sol, et la femelle y pond deux œufs bleu-vert entre mars et mai.

## Sous-espèces
C'est une espèce monotypique.